# Marcel Gargar
Marcel Gargar, né le 19 juillet 1911 à Pointe-à-Pitre et mort le 24 décembre 2004 dans la même ville, est un homme politique français.

## Biographie
Il est sénateur représentant la Guadeloupe de 1968 à 1986 et président du conseil régional de Guadeloupe entre 1982 et 1983.

## Détail des fonctions et des mandats
Mandat local
- 1982 - 1983 : Président du Conseil régional de la Guadeloupe

Mandats parlementaires
- 2 octobre 1968 - 1er octobre 1977 : Sénateur de la Guadeloupe
- 2 octobre 1977 - 1er octobre 1986 : Sénateur de la Guadeloupe